# آلبرتو بالاسيو
آلبرتو بالاسيو، (بالإسبانية: Alberto Palacio)‏. هو مُهندس معماري إسباني، وُلد في ساري عام 1856، وتوفي في عام 1939. أمضى طفولته في ساري، ثم انتقل من والداه إلى غورديكسولا قرب بيلباو، وهناك تلقى تعليمه. وفي عام 1882 أكمل دراسته الهندسة المعمارية في برشلونة، وأتمها في باريس.

## معرض صور

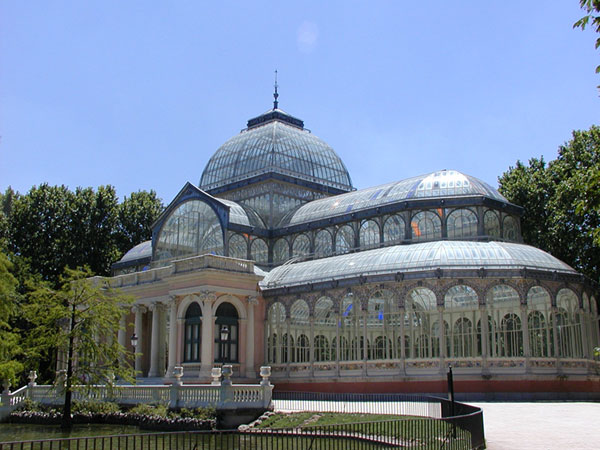
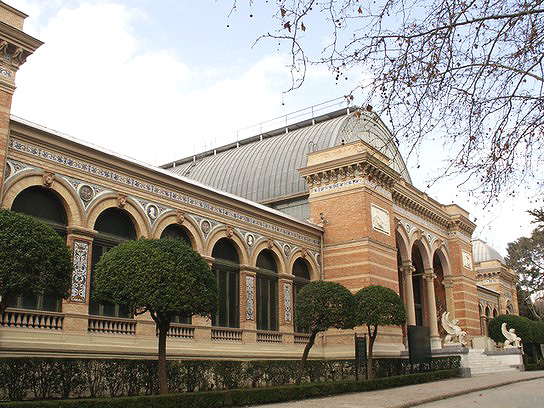
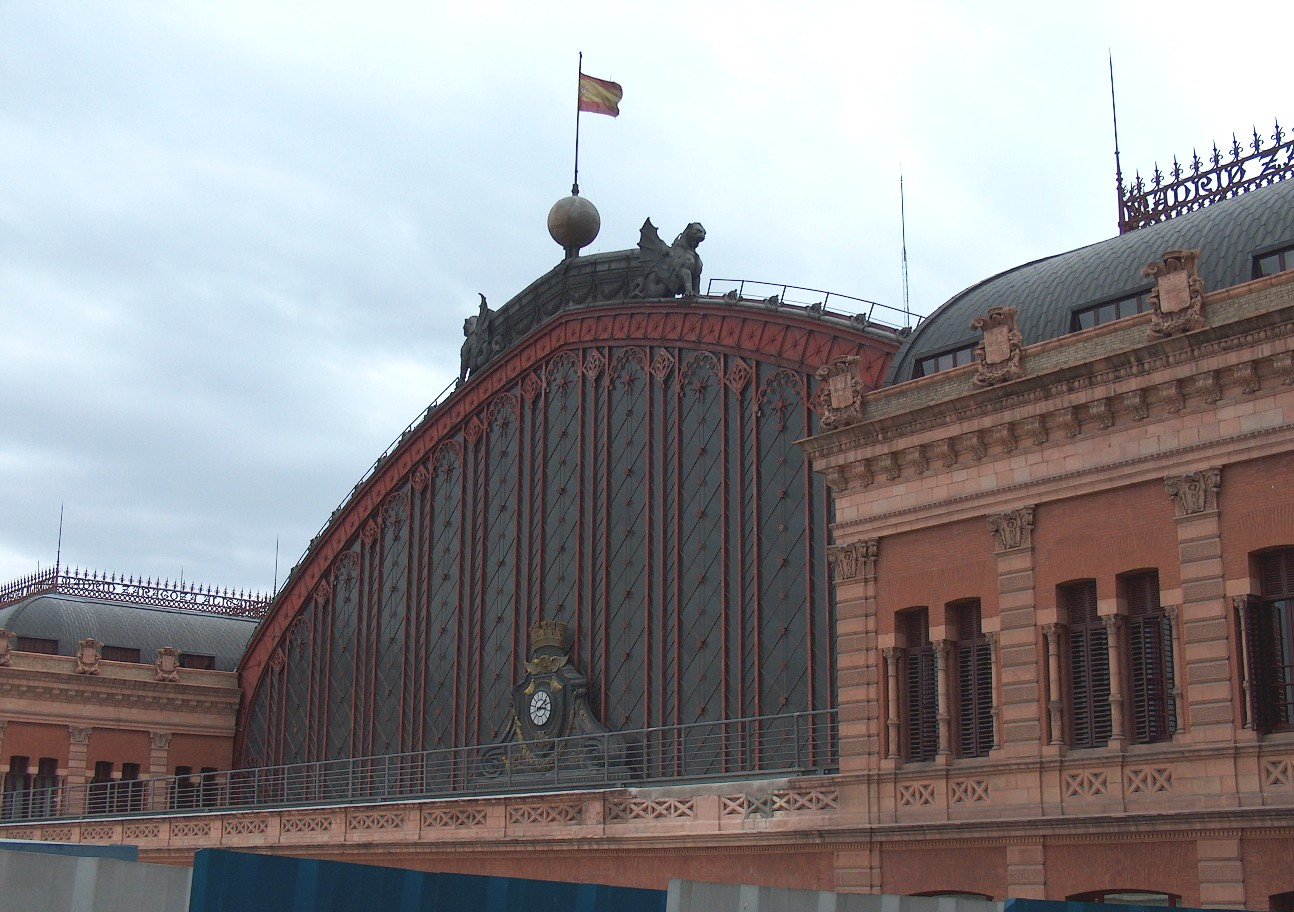